# 2013-as magyar tekebajnokság
A 2013-as magyar tekebajnokság a hetvenötödik magyar bajnokság volt. Ettől az évtől a párosok részére nem rendeznek bajnokságot, hanem az első napi egyéni bajnokság után a második napon sprintbajnokságot rendeznek. Az első napi eredmény és a második napi legjobb eredmény alapján hirdetnek összetett egyéni bajnokot. A bajnokságot június 8. és 9. között rendezték meg, a férfiakét Szegeden, a nőkét Andráshidán.

## Eredmények
| Versenyszám            | Arany                                | Arany | Ezüst                          | Ezüst | Bronz                           | Bronz |
| ---------------------- | ------------------------------------ | ----- | ------------------------------ | ----- | ------------------------------- | ----- |
| Férfi egyéni           | Nemes Attila Zalaegerszegi TK        | 636   | Kakuk Levente Szegedi TE       | 614   | Hacker Dezső Nyíregyháza TK     | 606   |
| Férfi sprint           | Zapletán Zsombor Szegedi TE          |       | Pete László BKV Előre          |       | Nemes Attila Zalaegerszegi TK   |       |
| Férfi összetett egyéni | Nemes Attila Zalaegerszegi TK        | 838   | Kakuk Levente Szegedi TE       | 818   | Pete László BKV Előre           | 808   |
| Női egyéni             | Csurgai Anita Zalaegerszegi TE-ZÁÉV  | 630   | Sáfrány Anita Ferencvárosi TC  | 622   | Fodor Annamária Rákoshegyi VSE  | 598   |
| Női sprint             | Tímár Edina Rákoshegyi VSE           |       | Fodor Annamária Rákoshegyi VSE |       | Sáfrány Anita Ferencvárosi TC   |       |
| Női összetett egyéni   | Csurgai Anita Zalaegerszegi TE, ZÁÉV | 843   | Sáfrány Anita Ferencvárosi TC  | 831   | Fegyveres Petra Ferencvárosi TC | 814   |